# 交感神経β受容体遮断薬
交感神経β受容体遮断薬（こうかんしんけいベータじゅようたいしゃだんやく、英 beta-adrenergic blocking agent; beta blocker）とは交感神経のアドレナリン受容体のうち、β受容体のみに遮断作用を示す薬剤のこと。β遮断薬（ベータしゃだんやく）、βブロッカーなどとも呼ばれる。臨床的には降圧薬や労作性狭心症患者の狭心症状予防、不整脈（心房細動、洞性頻脈、期外収縮時の心拍数低下）、心不全患者の心機能改善や突然死亡、心筋梗塞の心保護（予後改善）などの循環器疾患に対して用いられる。

## β受容体遮断薬の特性
β受容体遮断薬を分類するパラメータは多いが、特に重要なパラメータとしてはβ1選択性、内因性交感神経刺激作用(Intrinsic Sympathomimetic Activity,ISA)、α遮断作用の有無、効果の持続時間、脂溶性、水溶性の差などである。β2受容体選択的遮断薬は臨床で用いられていない。
内因性交感神経刺激作用(ISA)
β遮断薬の中には単に受容体を遮断するのみではなく、β受容体を刺激する作用も有するものが存在する。これらの作用は矛盾するようであるが、ISA(+)の薬物がβ受容体を刺激するか遮断するかは状況により異なる。つまり、内因性カテコールアミンやアドレナリンβ刺激薬の存在下においてこれらの薬物はβ遮断薬として働くが、非存在下においてはむしろ受容体を刺激する。部分作動薬と考えると非常にわかりやすい。
高齢者などにはISA活性を持つ薬物の方が負担が少なく好ましいとされているが、狭心症の患者においてはISA(+)の薬物はむしろ心臓に対する負荷を大きくするため予後改善効果が弱く望ましくない。
また、心筋梗塞患者の再発防止効果（二次予防）が乏しくガイドラインなどでは推奨されていない。
ISAの選択の意義としてはβ受容体遮断薬の副作用の軽減であるが、近年はISAを持つ薬物を避ける傾向がある。
β1選択性
非選択的にβ受容体を遮断するとβ2遮断の結果、血管拡張が抑制され後負荷が増加し、また気管支喘息を誘発したり糖・脂質代謝に悪影響を及ぼす可能性がある。β1選択性のある遮断薬でもわずかにβ2遮断効果があるため、どちらにせよ気管支喘息の患者には慎重投与となるが、気道抵抗の上昇した高齢者やCOPD患者などではβ1選択性はリスクを軽減すると考えられている。
α遮断作用
β遮断薬は相対的なα刺激の亢進で末梢血管抵抗を上昇させることがある、αβ遮断薬ならばそれを防ぐことができると考えられている。すなわち糖尿病などの脂質プロファイルや、末梢循環の改善には有用とのデータや考え方がある。
ただし、起立性低血圧（立ち上がった時の脳血流低下による「めまい」）が発生することがあり注意する。
効果の持続時間
高血圧、狭心症、不整脈や心不全患者では長時間作用型の薬物が投与回数が少なく望ましい。抗不整脈薬としては頓用で用いるには作用発現が早く、短期作用型のプロプラノール（インデラル）が扱いやすい。
脂溶性と水溶性
脂溶性のβ遮断薬は脳に移行し中枢性の副作用（悪夢、インポテンツ、うつ病など）を起こすリスクが高いため注意が必要である。
ただし、近年の研究では、β遮断薬の心保護効果（死亡抑制、心血管イベント防止）は脂溶性のβ遮断薬でないと得られないとの報告があり、欧州の心不全や心筋梗塞ガイドラインや、日本でも最新（2011年）の心筋梗塞二次予防ガイドラインでも脂溶性β遮断薬が推奨されている。
膜安定化作用
膜安定化作用(Membrane Stabilizing Activity,MSA)とは細胞内へのNa+の流入を阻害する作用のことである。キニジン様作用および局所麻酔作用とも呼ばれる。膜安定化作用はβ遮断薬の抗不整脈作用に重要と考えられていたが、β遮断薬の抗不整脈作用は膜安定化作用によるものではなく、また臨床用量では膜安定化作用が期待できないことから臨床上は意味のない分類と考えられている。

## β受容体遮断薬
コンセンサスを得られているβ遮断薬の使い分けはほとんど存在せず、上記特性を踏まえて個々の症例に合わせて処方されていく。
高血圧の第二選択薬、労作性狭心症、頻脈性不整脈にはテノーミンやメインテートなど1日1回で良いことからよく用いられる。
心不全や心筋梗塞後患者には、アーチストを1日2回やメインテートを1日1回投与で少量(通常量の1/8量)から使用される。
アーチストやメインテートは、基礎・動物実験で抗酸化作用も報告されているが、臨床での抗酸化作用のデータは両剤とも乏しい。
動悸に対する頓用としてはインデラルが、また1日2回投与を行う場合はセロケン、高血圧や心房細動患者の心拍数コントロール薬としてはメインテート、心不全患者にはアーチストが用いられることが多いが、これらは地域、施設によって傾向が大きく異なる。
| 分類                   | 一般名                                         | 商品名         | 一日投与量                  | 脂溶性/水溶性 |
| ---------------------- | ---------------------------------------------- | -------------- | --------------------------- | ------------- |
| β1非選択性、ISA(+)     | ボピンドロール(Bopindolol)                     | サンドノーム   | 1～2mg分1                   | 脂溶性        |
| β1非選択性、ISA(+)     | ピンドロール(Pindolol)                         | カルビスケンR  | 20mg分1                     | 脂溶性        |
| β1非選択性、ISA(+)     | チモロール(Timolol)                            |                |                             |               |
| β1非選択性、ISA(+)     | ジクロロイソプレナリン (Dicholoroisoprenaline) |                |                             |               |
| β1非選択性、ISA(+)     | アルプレノロール(Alprenolol)                   |                |                             |               |
| β1非選択性、ISA(+)     | カルテオロール(Carteolol)                      | ミケラン       | 10～20mg分2                 | 水溶性        |
| β1非選択性、ISA(+)     | インデノロール(Indenolol)                      |                |                             |               |
| β1非選択性、ISA(+)     | ブニトロロール(Bunitrolol)                     |                |                             |               |
| β1非選択性、ISA(+)     | ペンブトロール(Penbutolol)                     | ベータプレシン |                             |               |
| β1非選択性、ISA(-)     | プロプラノロール(Propranolol)                  | インデラル     | 30～60mg分3                 | 脂溶性        |
| β1非選択性、ISA(-)     | ナドロール(Nadolol)                            | ナディック     | 30～60mg分1                 | 水溶性        |
| β1非選択性、ISA(-)     | ニプラジロール(Nipradilol)                     | ハイパジール   | 6～12mg分1                  | 水溶性        |
| β1非選択性、ISA(-)     | チリソロール(Tilisolol)                        | セレカル       |                             |               |
| β1選択性、ISA(+)       | アセブトロール(Acebutolol)                     | アセタノール   | 200～400mg分2               | 脂溶性        |
| β1選択性、ISA(+)       | セリプロロール(Celiprolol)                     | セレクトール   | 100～400mg分1               |               |
| β1選択性、ISA(-)       | メトプロロール(Metoprolol)                     | セロケン       | 40～80mg分2                 | 脂溶性        |
| β1選択性、ISA(-)       | メトプロロール(Metoprolol)                     | ロプレソール   | 40～80mg分2                 | 脂溶性        |
| β1選択性、ISA(-)       | アテノロール(Atenolol)                         | テノーミン     | 25～50mg分1(最大100mg)      | 水溶性        |
| β1選択性、ISA(-)       | ビソプロロール(Bisoprolol)                     | メインテート   | 5mg分1,AF2.5mg,HF0.625～5mg | 水溶性        |
| β1選択性、ISA(-)       | ベタキソロール(Betaxolol)                      | ケルロング     | 5～10mg分1                  | 脂溶性        |
| β1選択性、ISA(-)       | プラクトロール(Practolol)                      |                |                             |               |
| β1選択性、ISA(-)       | ベバントロール(Bevantolol)                     |                |                             |               |
| β2受容体選択的遮断薬   | ブトキサミン(Butoxamine)                       | 市販薬なし     |                             |               |
| αβ非選択性遮断薬ISA(-) | カルベジロール(Carvedilol)                     | アーチスト     | 10～20mg分1、HF2.5～20mg分2 | 脂溶性        |
| αβ非選択性遮断薬ISA(-) | アモスラロール(Amosulalol)                     | ローガン       | 20～40mg分2                 | 水溶性        |
| αβ非選択性遮断薬ISA(-) | アロチノロール(Arotinolol)                     | アルマール     | 10～20mg分2                 | 水溶性        |
| αβ非選択性遮断薬ISA(-) | ラベタロール(Labetalol)                        | トランデート   | 150mg分3                    |               |

## 臨床適応
選択的および非選択的なβ1受容体遮断薬の適応について下記に示した。なお、β2受容体選択的遮断薬は臨床で用いられていない。
- 本態性高血圧
- 上室性期外収縮
- 心室性期外収縮
- 頻拍性心房細動：メインテート（2013年6月適応追加）
- 慢性心不全（肺鬱血のない患者）:カルベジロール（2002年10月適応追加）、メインテート（2011年5月適応追加）

## 副作用
全てのβ遮断薬に共通して起こるもの
心機能低下、低血圧、洞機能不全、房室ブロック、消化器症状、離脱症状、離脱症候群などは起こるリスクが高い。
また冠痙縮の悪化に関しては明らかなエビデンスが存在しないため、どのβ遮断薬を用いても起こると考えた方が無難である。冠スパズムの可能性があればCa拮抗薬を併用することが多い。離脱症候群はβ遮断薬の長期投与によって受容体のアップレギュレーションが認められ急に中止した際に著明な血圧の上昇や虚血症状、不整脈が増悪することである。
非β1選択性の場合
β2遮断効果による副作用である。気管支喘息の悪化、低血糖、閉塞性動脈硬化の増悪、末梢循環障害、トリグリセリドの上昇、HDL-Cの低下などが知られている。気管支喘息は診断基準が存在しないために悩ましいことがある。呼吸機能検査で改善率を調べることで気道過敏性を調べるといったことも参考になる。高齢者は老化現象でスパイロメトリーが閉塞性パターンとなるため、喘息の診断は難しくなる。
脂溶性β遮断薬の場合
悪夢、インポテンツ、うつ病など精神症状が認められることがある。水溶性β遮断薬（テノーミン）でも発生するので注意が必要である。

## その他
- 精神科の領域で、うつ病や双極性障害などの治療に際し、脳神経の薬にありがちな副作用である手の震えが認められる場合、副作用止めの目的で処方されることがある。
- クラシック音楽の奏者が演奏前に緊張からくる手の震えを抑えるために服用することがある。[1]